# Heidezomerkorst
Heidezomerkorst (Vezdaea acicularis) is een korstmossoort uit de familie Vezdaeaceae.

## Determinatie

### Uiterlijke kenmerken
Heidezomerkorst is een korstvormig korstmos waarvan het zeer dunne thallus nauwelijks boven het substraat uitsteekt. De apotheciën zijn 0,2–0,4 mm breed, zonder een duidelijke rand, staan verspreid of in clusters van 2-3, bolvormig en platgedrukt, grijswit tot rozebruin. 

### Microscopische kenmerken
Het hymenium heeft geen gelatine en bestaat uit asci en spaarzame, sterk vertakte parafysen die zelden het oppervlak van het hymenium bereiken. Het hypothecium ontbreekt. De asci zijn 8-sporig, cilindrisch, dikwandig, met een dikke I+ blauwe top (behalve voor de apicale porie). De ascosporen zijn 7–11-septaat, hyaliene, draadvormig, met het onderste uiteinde taps toelopend tot een smal punt en meten 60–85 × 2–2,5 μm.
Heidezomerkorst heeft geen kenmerkende kleurreacties.

## Ecologie
Heidezomerkorst leeft terrestrisch in onder andere heide en stuifzand. Het leeft in symbiose met de alg Leptosira.

## Verspreiding
In Nederland is heidezomerkorst zeer zeldzaam. Hij staat op de Nederlandse Rode Lijst in de categorie 'Gevoelig'.